# Ipoides hackeri
Ipoides hackeri är en insektsart som beskrevs av Evans 1934. Ipoides hackeri ingår i släktet Ipoides och familjen dvärgstritar. Inga underarter finns listade i Catalogue of Life.